# 放生勲
放生 勲（ほうじょう いさお、1960年 - ）は、日本の内科医、文筆家。
富山県生まれ。1987年弘前大学医学部卒業。東京都内の病院にて二年間の内科研修後、1997年東京大学大学院医学系研究科博士課程修了、医学博士。東京医科歯科大学難治疾患研究所を経て、1999年狛江市にこまえクリニック開院、院長。2000年不妊ルームを開設。

## 著書
- 『妊娠レッスン 赤ちゃんが欲しいすべてのカップルへ』主婦と生活社 2002
- 『妊娠力』主婦と生活社 2003　「知っておきたい「妊娠力」 いつかママになるその日のために」静山社文庫
- 『人間ドックの愉しみ方』ほうじょういさお 主婦と生活社 2005
- 『体外受精レッスン 高度生殖医療を考えているすべてのカップルへ』吉田耕治監修 主婦と生活社 2006
- 『妊娠力をつける』文春新書 2006
- 『新・妊娠レッスン ふたりの妊娠力がみるみるアップする』主婦と生活社 2007
- 『妊娠入門 すぐに産みたい人から5年計画の人まで』幻冬舎 2009
- 『ちいさな命のバトン 不妊に悩む1200組の夫婦の夢をかなえた"妊娠力"の秘密』主婦と生活社 2010
- 『がんばらない知的生活のススメ』マイナビ新書 2012
- 『妊娠カウンセリング 読むだけで「おめでた力」がアップする!』青春出版社 2012
- 『35歳からの妊娠スタイル』主婦と生活社 2013
- 『卵子を守る!妊活レッスン しなやかな自然妊娠を願うすべての女性へのメッセージ』集英社 2013
- 『あなたが妊娠する3つの理由 まちがわない妊活レッスン』静山社 2014
- 『答えは「京都」にある』マイナビ新書 2015
- 『不妊治療の不都合な真実』幻冬舎新書 2016